# Louailles
Louailles és un municipi francès situat al departament del Sarthe i a la regió de País del Loira. L'any 2017 tenia 727 habitants.

## Demografia[Cal actualitzar]

### Població
El 2017 la població de fet de Louailles era de 727 persones. Hi havia 239 famílies de les quals 31 eren unipersonals (19 homes vivint sols i 12 dones vivint soles), 58 parelles sense fills, 127 parelles amb fills i 23 famílies monoparentals amb fills.
La població ha evolucionat segons el següent gràfic:
Habitants censats

### Habitatges
El 2007 hi havia 254 habitatges, 243 eren l'habitatge principal de la família, 3 eren segones residències i 8 estaven desocupats. 250 eren cases i 4 eren apartaments. Dels 243 habitatges principals, 183 estaven ocupats pels seus propietaris, 59 estaven llogats i ocupats pels llogaters i 1 estava cedit a títol gratuït; 1 tenia una cambra, 6 en tenien dues, 16 en tenien tres, 71 en tenien quatre i 149 en tenien cinc o més. 203 habitatges disposaven pel capbaix d'una plaça de pàrquing. A 74 habitatges hi havia un automòbil i a 161 n'hi havia dos o més.

### Piràmide de població
La piràmide de població per edats i sexe el 2009 era:
| Homes | Edats   | Dones |
| ----- | ------- | ----- |
| 0     | 95 o +  | 0     |
| 0     | 90 a 94 | 4     |
| 0     | 85 a 89 | 0     |
| 0     | 80 a 84 | 0     |
| 4     | 75 a 79 | 0     |
| 4     | 70 a 74 | 4     |
| 16    | 65 a 69 | 4     |
| 8     | 60 a 64 | 8     |
| 4     | 55 a 59 | 12    |
| 12    | 50 a 54 | 4     |
| 8     | 45 a 49 | 8     |
| 32    | 40 a 44 | 16    |
| 28    | 35 a 39 | 36    |
| 16    | 30 a 34 | 28    |
| 32    | 25 a 29 | 16    |
| 8     | 20 a 24 | 8     |
| 16    | 15 a 19 | 8     |
| 24    | 10 a 14 | 28    |
| 36    | 5 a 9   | 16    |
| 32    | 0 a 4   | 8     |

## Economia
El 2007 la població en edat de treballar era de 469 persones, 377 eren actives i 92 eren inactives. De les 377 persones actives 352 estaven ocupades (196 homes i 156 dones) i 25 estaven aturades (9 homes i 16 dones). De les 92 persones inactives 25 estaven jubilades, 39 estaven estudiant i 28 estaven classificades com a «altres inactius».

### Ingressos
El 2009 a Louailles hi havia 250 unitats fiscals que integraven 743,5 persones, la mediana anual d'ingressos fiscals per persona era de 16.405 €.

### Activitats econòmiques
Dels 17 establiments que hi havia el 2007, 4 eren d'empreses de construcció, 2 d'empreses de comerç i reparació d'automòbils, 4 d'empreses de transport, 1 d'una empresa d'hostatgeria i restauració, 2 d'empreses financeres, 1 d'una empresa immobiliària i 3 d'empreses de serveis.
Dels 5 establiments de servei als particulars que hi havia el 2009, 1 era un paleta, 1 lampisteria, 1 electricista i 2 restaurants.
L'any 2000 a Louailles hi havia 15 explotacions agrícoles que ocupaven un total de 480 hectàrees.

## Equipaments sanitaris i escolars
El 2009 hi havia una escola elemental.

## Poblacions més properes
El següent diagrama mostra les poblacions més properes.